# Platacanthomyidae

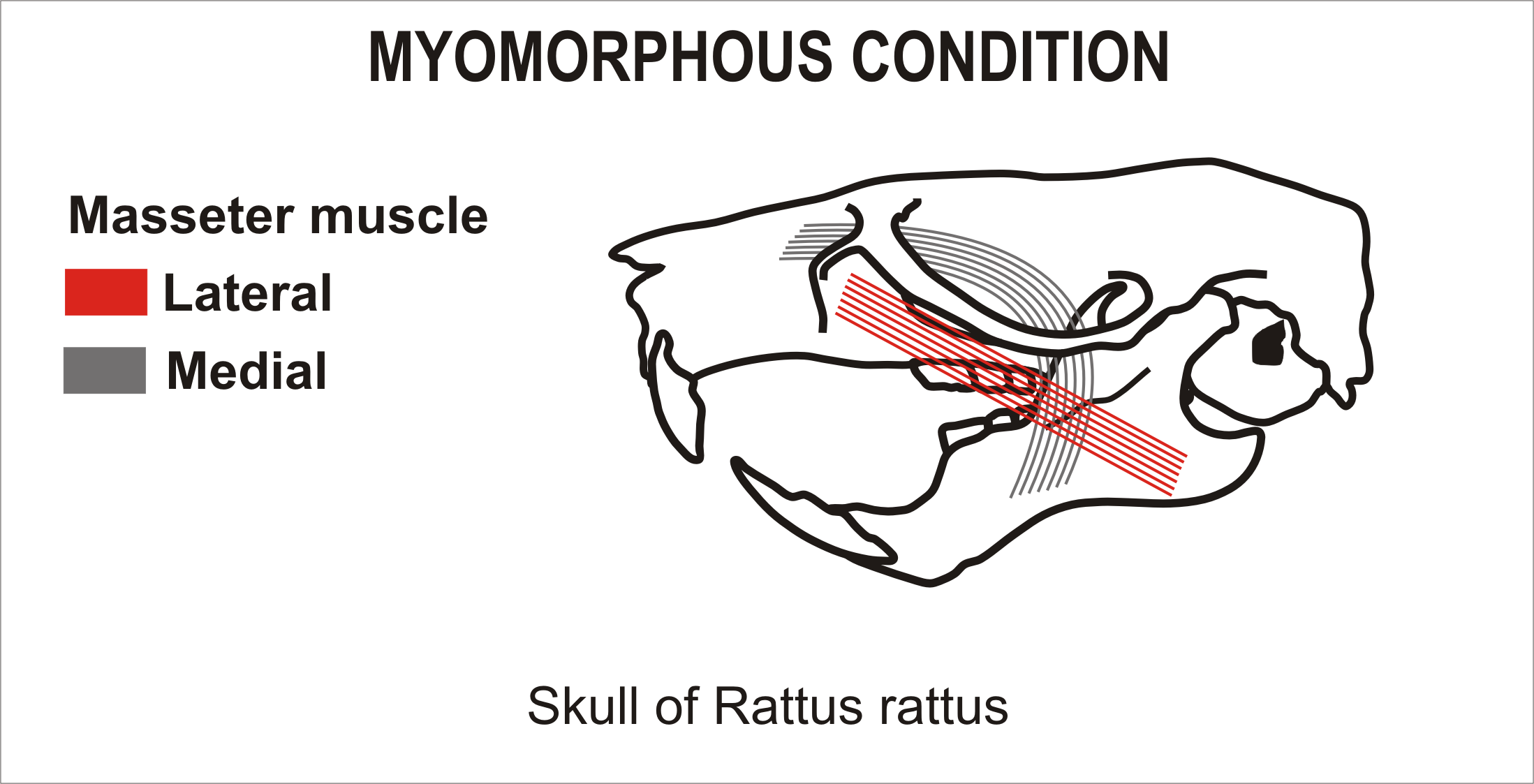
Fig.1

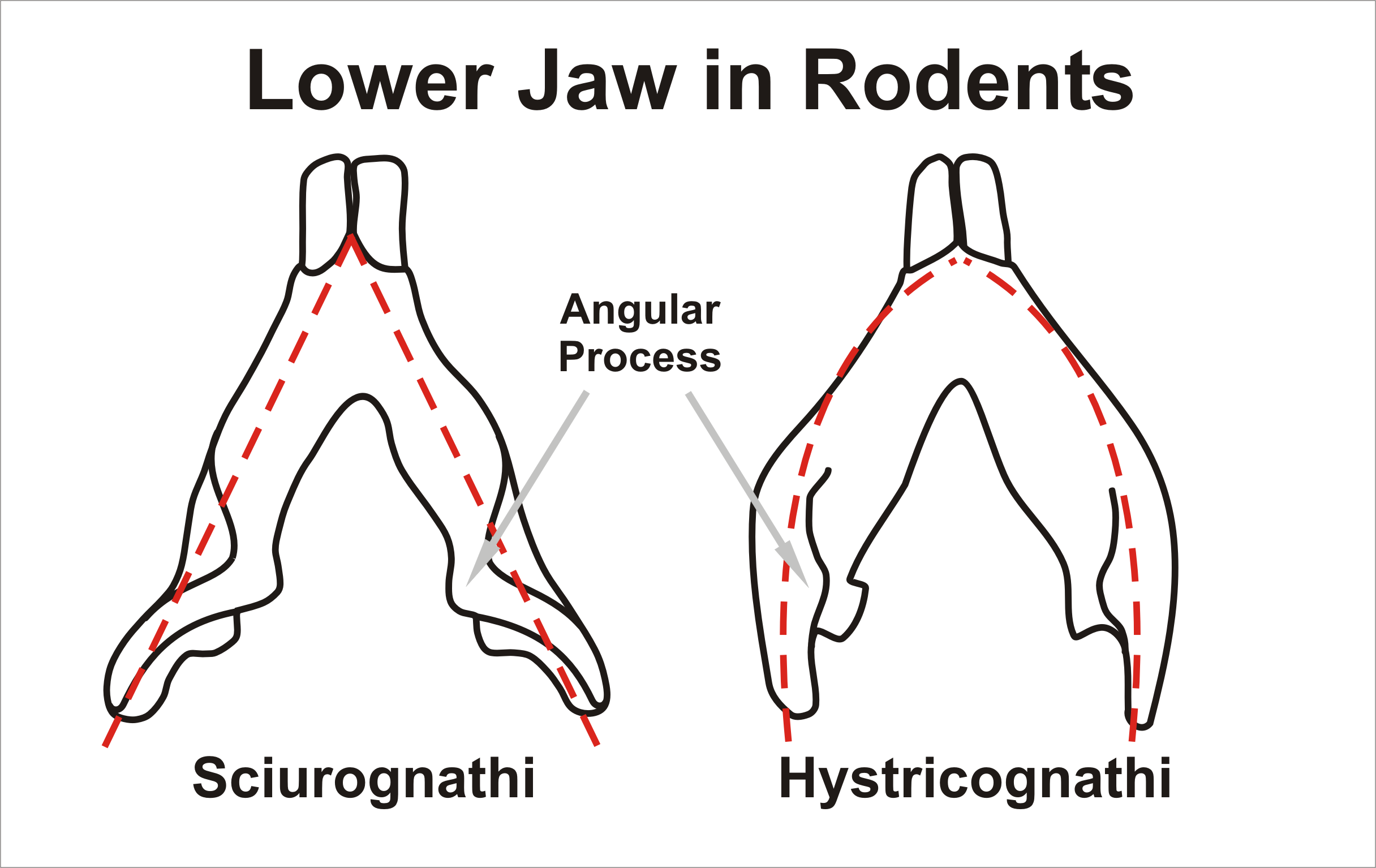
Fig.2

I Platacantomidi (Platacanthomyidae Alston, 1876) sono una famiglia di roditori comunemente noti come ghiri spinosi. 

## Descrizione

### Dimensioni
Alla famiglia appartengono roditori con la lunghezza del corpo tra 67 e 138 mm, la lunghezza della coda tra 76 e 138 mm e un peso fino a circa 75 g.

### Caratteristiche craniche e dentarie
Il cranio presenta un foro infra-orbitale grande e stretto ed una bolla timpanica poco sviluppata. Sono presenti due paia di fori palatali, la prima coppia situata poco dietro gli incisivi mentre la seconda localizzata tra le radici dentarie, che nel genere Typhlomys è associata ad altri piccoli fori. Gli incisivi superiori sono arancioni, sono presenti tre denti masticatori su ogni semi-arcata, i quali sono ipsodonti, ovvero con una corona molto alta e con la superficie occlusiva attraversata da creste parallele disposte diagonalmente. I molari superiori hanno tre radici, mentre quelli inferiori soltanto due. La disposizione del muscolo massetere è di tipo miomorfo (Fig.1) mentre la mandibola è sciurognata (Fig.2).

### Aspetto
Il corpo è simile a quello di un topo. Le orecchie sono prominenti e cosparse di pochi peli. Sono presenti delle vibrisse molto lunghe. I piedi sono corti, con le dita centrali lunghe. La pianta dei piedi è priva di peli e munita di 6 cuscinetti. La coda è più lunga della testa e del corpo e solitamente termina con un ciuffo di lunghi peli.

## Distribuzione e habitat
Si tratta di roditori arboricoli e terricoli diffusi in India, Cina e Indocina.
Vivono nelle foreste tropicali e subtropicali umide tra 600 e 2.100 metri di altitudine.

## Tassonomia
La famiglia comprende 2 generi viventi ed uno estinto:
- Neocometes †
- Platacanthomys
- Typhlomys